# Luksemburg na Mistrzostwach Świata w Lekkoatletyce 2017
Luksemburg na Mistrzostwach Świata w Lekkoatletyce 2017 – reprezentacja Luksemburgu podczas Mistrzostw Świata w Londynie liczyła 1 zawodnika, który nie zdobył medalu.

## Rezultaty
| Zawodnik     | Konkurencja    | Kwalifikacje | Kwalifikacje | Finał | Finał   |
| Zawodnik     | Konkurencja    | Wynik        | Pozycja      | Wynik | Pozycja |
| ------------ | -------------- | ------------ | ------------ | ----- | ------- |
| Bob Bertemes | pchnięcie kulą | 19,10        | 31.          | NQ    | NQ      |